# Brawl Brothers
Brawl Brothers, lanzado en Japón como Rushing Beat Ran (ラッシング・ビート 乱　複製都市 Rasshingu Bito Ran Fukusei Toshi?, "La ciudad de los clones"), es un beat'em up de desplazamiento lateral para el Super Nintendo, el segundo juego en la serie Rushing Beat el cual es similar a Final Fight. El primer juego fue lanzado en EE. UU. como Rival Turf. Como en Final Fight, el jugador tiene que caminar de lado y luchar contra enemigos por varias etapas. Seguido a los suplementos de comida para la salud general, el jugador también puede recoger armas, como palos, pistolas, granadas, etc. El modo especial "furia" da a los luchadores heridos un estallido de energía. Se pueden elegir uno de cinco personajes Hack el luchador de la calle, Slash el oficial de policía, Lord J el maestro de karate, Kazan el ninja, y Wendy la luchadora profesional. El juego fue seguido por el lanzamiento de The Peace Keepers.
Es el único juego de Super NES que tiene codificadas ambas versiones (la estadounidense y la japonesa) en el mismo cartucho, similar a algunos cartuchos de Sega Mega Drive o Sega Master System. A diferencia de esos cartuchos, no obstante, la versión japonesa puede ser accedida por un código. Cuando el logo de Jaleco aparece, para ello el jugador debe presionar repetidamente B, A, X, Y en ese orden. Entonces, se aparecerá una pantalla fallada parecida al título del juego. Sólo se tiene que introducir a la pantalla de opciones y salir. El título japonés (Rushing Beat Ran) aparecerá. Las diferencias entre este y las versiones estadounidenses son los nombres de los personajes, uno de los ataques del personaje (una patada en la ingle en vez de un traspié) y la carencia de escenarios tipo laberinto.